# San Pedrino
San Pedrino è una frazione geografica del comune italiano di Vignate posta a sud del centro abitato, verso Settala. Prende il nome dall'omonima cascina. Costituì un comune autonomo fino al 1869, al contrario di Retenate e altre cascine che si fusero a Vignate nel Settecento.

## Storia
Già incluso nel Medioevo nella Pieve di Settala, col Rinascimento il Comune di San Pedrino fu stabilmente inserito nella Pieve di Gorgonzola. Registrato agli atti del 1751 come un villaggio milanese di soli 93 abitanti, alla proclamazione del Regno d'Italia nel 1805 San Pedrino risultava avere 100 residenti. Nel 1809 un regio decreto di Napoleone determinò la soppressione dell'autonomia municipale per annessione a Vignate, località poi a sua volta aggregata a Melzo nel 1811, ma il Comune di San Pedrino fu poi ripristinato con il ritorno degli austriaci nel 1816. L'abitato, totalmente agricolo, entrò a quel punto in una fase di stallo, tanto che nel 1853 risultò essere popolato da sole 97 anime, salite a solo a 108 nel 1861. Fu quindi un decreto di Vittorio Emanuele II del 1869 a decidere la soppressione del minuscolo municipio, annettendolo a quello di Vignate seguendo l'antico modello napoleonico.

## Società

### Evoluzione demografica
- 93 nel 1751
- 100 nel 1805
- 97 nel 1853
- 109 nel 1859 (Inclusione) nel mandamento XIV di Gorgonzola
- 108 nel 1861

Abitanti censiti

## Amministrazione
| Periodo | Periodo | Primo cittadino    | Partito | Carica  | Note |
| ------- | ------- | ------------------ | ------- | ------- | ---- |
| 1860    | 1869    | Brambilla Casimiro |         | Sindaco |      |